# قطعنامه ۱۲۳ شورای امنیت
قطعنامه  ۱۲۳ شورای امنیت سازمان ملل متحد که در تاریخ ۲۱ فوریه ۱۹۵۷ تصویب شد، سندی بین‌المللی دربارهٔ مسئلهٔ هند-پاکستان است. این قطعنامه طی نشست ۷۷۴ام با ۱۰ موافق، ۰ مخالف و ۱ ممتنع تصویب شد.